# Филиппины на Универсиадах
Филиппины принимают участие в Универсиадах начиная с летней Универсиады 1967 года в Токио. На зимних Универсиадах спортивная делегация Филиппин участвует начиная с Универсиады 2019 года в Красноярске.
На настоящее время спортсмены Филиппин на всех Универсиадах завоевали в сумме 6 медалей, из них 2 золотые, все медали завоёваны на летних Универсиадах.

## Медальный зачёт
По состоянию на настоящий момент (после летней Универсиады 2021 и зимней Универсиады 2023).

### Медали на летних Универсиадах
| Универсиады    | Золото               | Серебро              | Бронза               | Всего                | Место                |
| -------------- | -------------------- | -------------------- | -------------------- | -------------------- | -------------------- |
| 1967 Токио     | 0                    | 1                    | 0                    | 1                    | 18                   |
| 1970—2001      | не участвовали       | не участвовали       | не участвовали       | не участвовали       | не участвовали       |
| 2003 Тэгу      | 0                    | 0                    | 0                    | 0                    | —                    |
| 2005 Измир     | не участвовали       | не участвовали       | не участвовали       | не участвовали       | не участвовали       |
| 2007 Бангкок   | 0                    | 0                    | 1                    | 1                    | 63                   |
| 2009 Белград   | не участвовали       | не участвовали       | не участвовали       | не участвовали       | не участвовали       |
| 2011 Шэньчжэнь | 0                    | 1                    | 0                    | 1                    | 50                   |
| 2013 Казань    | 1                    | 0                    | 0                    | 1                    | 41                   |
| 2015 Кванджу   | 0                    | 0                    | 0                    | 0                    | —                    |
| 2017 Тайбэй    | 0                    | 1                    | 0                    | 1                    | 54                   |
| 2019 Неаполь   | 1                    | 0                    | 0                    | 1                    | 40                   |
| 2021 Чэнду     | 0                    | 0                    | 0                    | 0                    | —                    |
| 2023           | Универсиада отменена | Универсиада отменена | Универсиада отменена | Универсиада отменена | Универсиада отменена |
| Всего          | 2                    | 3                    | 1                    | 6                    |                      |